# MBC 수요/일요심야극장
《MBC 수요/일요심야극장》은 1995년 9월 6일부터 2004년 5월 2일까지 방송되었던 영화 프로그램이다.

## 역사
1995년 방송의 날을 계기로 심야 방송이 허용되면서, MBC는 자정부터 새벽 1시까지 방송 시간을 연장하고 《MBC 심야극장》을 신설하였다. 그러나 이 프로그램은 1997년 5월 잠시 중단되었고, 1998년에는 《MBC 수요심야극장》이라는 제목으로 다시 부활하였다. 이후 같은 해 가을 개편을 통해 프로그램 명칭은 《MBC 일요심야극장》으로 변경되었으며, 2004년 5월 2일 방송을 끝으로 종영하였다. 프로그램 종영 이후에는 《MBC 금요영화천국》이 후속으로 편성되었다.

## 방송 일정
- 1995년 9월 6일 ~ 1997년 5월 14일 : 매주 수요일 밤 11시
- 1998년 9월 16일 ~ 1998년 9월 30일 : 매주 수요일 밤 11시
- 1998년 10월 7일 ~ 1998년 10월 21일 : 매주 수요일 밤 12시 30분
- 1998년 11월 1일 ~ 2000년 7월 : 매주 일요일 밤 11시 25분
- 2000년 7월 ~ 2004년 5월 2일 : 매주 일요일[1] 밤 12시 20분

## 에피소드 목록

### 1995년
| 회차 | 방송일    | 제목 (원제)          | 비고            |
| ---- | --------- | -------------------- | --------------- |
|      | 9월 6일   | 미래의 묵시록 1      | 심야극장 첫방송 |
|      | 9월 13일  | 미래의 묵시록 2      |                 |
|      | 9월 20일  | 미래의 묵시록 3      |                 |
|      | 9월 27일  | 미래의 묵시록 4      |                 |
|      | 10월 4일  | 자유부인             |                 |
|      | 10월 11일 | 씨받아               |                 |
|      | 10월 18일 | 알렉스 헤일리의 퀸 1 |                 |
|      | 10월 25일 | 알렉스 헤일리의 퀸 2 |                 |
|      | 11월 1일  | 알렉스 헤일리의 퀸 3 |                 |
|      | 11월 8일  | 책 읽어주는 여자     |                 |
|      | 11월 15일 | 향혼녀               |                 |
|      | 11월 22일 | 겨울 54              |                 |
|      | 11월 29일 | 만무방               |                 |
|      | 12월 6일  | 충격대예언           |                 |
|      | 12월 13일 | 별들의 고향 1        |                 |
|      | 12월 20일 | 별들의 고향 2        |                 |

### 1996년
| 회차 | 방송일    | 제목 (원제)                  | 비고                                    |
| ---- | --------- | ---------------------------- | --------------------------------------- |
|      | 1월 17일  | 겨울여자                     |                                         |
|      | 1월 24일  | 바보선언                     |                                         |
|      | 1월 31일  | 주디이야기                   |                                         |
|      | 2월 7일   | 후지어                       |                                         |
|      | 2월 14일  | 패배한 승리                  |                                         |
|      | 2월 21일  | 클라라의 비밀                |                                         |
|      | 2월 28일  | 충격 대예언                  |                                         |
|      | 3월 6일   | 옥토퍼스 1부                 | 〈옥토퍼스〉 외화 시리즈, 이탈리아 작품 |
|      | 3월 13일  | 옥토퍼스 2부                 |                                         |
|      | 3월 20일  | 옥토퍼스 3부                 |                                         |
|      | 4월 3일   | 옥토퍼스 4부                 |                                         |
|      | 4월 17일  | 옥토퍼스 5부                 |                                         |
|      | 4월 24일  | 옥토퍼스 6부                 |                                         |
|      | 5월 1일   | 옥토퍼스 7부                 |                                         |
|      | 5월 8일   | 옥토퍼스 8부                 |                                         |
|      | 5월 15일  | 옥토퍼스 9부                 |                                         |
|      | 5월 22일  | 옥토퍼스 10부                |                                         |
|      | 6월 5일   | 옥토퍼스 11부                |                                         |
|      | 6월 12일  | 옥토퍼스 12부                |                                         |
|      | 6월 19일  | 옥토퍼스 13부                |                                         |
|      | 6월 26일  | 옥토퍼스 14부                |                                         |
|      | 7월 3일   | 옥토퍼스 15부                |                                         |
|      | 7월 10일  | 옥토퍼스 16부                |                                         |
|      | 7월 17일  | 옥토퍼스 17부                |                                         |
|      | 7월 24일  | 악령의 마수                  |                                         |
|      | 8월 7일   | 사탄의 인형                  |                                         |
|      | 8월 14일  | 이연걸의 정무문              |                                         |
|      | 8월 21일  | 도시 속의 인디언             |                                         |
|      | 8월 28일  | 지킬 박사와 미스 하이드      |                                         |
|      | 9월 4일   | 위험한 인연                  |                                         |
|      | 9월 11일  | 깊은 밤 깊은 곳에 1부        |                                         |
|      | 9월 18일  | 깊은 밤 깊은 곳에 2부        |                                         |
|      | 10월 2일  | 위험한 대가                  |                                         |
|      | 10월 9일  | 5번가의 비명                 |                                         |
|      | 10월 16일 | 배신의 계절                  |                                         |
|      | 10월 23일 | 어떤 재회                    |                                         |
|      | 10월 30일 | 톰 행크스의 하늘에서 온 엽서 |                                         |
|      | 11월 6일  | 황혼의 연인                  |                                         |
|      | 11월 13일 | 형사 25시                    |                                         |
|      | 11월 20일 | 시티히트                     |                                         |
|      | 11월 27일 | 마리아 브라운의 결혼         |                                         |

### 1997년
| 회차 | 방송일   | 제목 (원제)               | 비고                 |
| ---- | -------- | ------------------------- | -------------------- |
|      | 1월 15일 | 켈빈 클라인의 해결사      |                      |
|      | 1월 22일 | 스모크                    |                      |
|      | 1월 29일 | 어긋난 운명               |                      |
|      | 2월 5일  | 스니커즈                  |                      |
|      | 2월 12일 | 바그다드 카페             |                      |
|      | 2월 19일 | 마키 루크의 폴타임        |                      |
|      | 2월 26일 | 환생살인                  |                      |
|      | 3월 5일  | 암흑가의 여행사           |                      |
|      | 3월 12일 | 난마강호 1부              |                      |
|      | 3월 19일 | 난마강호 2부              |                      |
|      | 3월 26일 | 지하의 하이재킹           |                      |
|      | 4월 2일  | 천사의 추락               |                      |
|      | 4월 9일  | 누가 용의 발톱을 보았는가 |                      |
|      | 4월 16일 | 동방대협                  |                      |
|      | 4월 23일 | 차이나 레이크 살인사건    |                      |
|      | 4월 30일 | 볼륨을 높여라             |                      |
|      | 5월 7일  | 화혼                      |                      |
|      | 5월 14일 | 이소룡의 일대기 드래곤    | 심야극장 마지막 방송 |

### 1998년
| 회차 | 방송일    | 제목 (원제)        | 비고              |
| ---- | --------- | ------------------ | ----------------- |
|      | 9월 9일   | 크루얼 죠스        | 수요심야극장 재개 |
|      | 9월 16일  | 척 노리스의 탑독   |                   |
|      | 9월 23일  | 모험왕             |                   |
|      | 9월 30일  | 화이널 카운트      |                   |
|      | 10월 7일  | 살인누명           |                   |
|      | 10월 14일 | 위험한 이웃        |                   |
|      | 10월 21일 | 원체스터 73        |                   |
|      | 11월 1일  | 크래커잭           | 일요심야극장 변경 |
|      | 11월 8일  | 팀스터 보스        |                   |
|      | 11월 15일 | 120일간의 동거     |                   |
|      | 11월 22일 | 로빈 쿡의 바이러스 |                   |
|      | 11월 29일 | 지붕 위의 기병     |                   |
|      | 12월 6일  | 행복했던 여자      |                   |
|      | 12월 20일 | 다크 엔젤          |                   |
|      | 12월 27일 | 시스터 액트        |                   |

### 1999년
| 회차 | 방송일    | 제목 (원제)            | 비고 |
| ---- | --------- | ---------------------- | ---- |
|      | 1월 10일  | 프록터의 행운          |      |
|      | 1월 17일  | 두여자 이야기          |      |
|      | 1월 24일  | 23년간의 짝사랑        |      |
|      | 1월 31일  | 뮤리엘의 웨딩          |      |
|      | 2월 7일   | 꿈꾸는 도시            |      |
|      | 2월 21일  | 영원한 제국            |      |
|      | 2월 28일  | 캠퍼스 정글            |      |
|      | 3월 7일   | 5번가의 비명           |      |
|      | 3월 14일  | 죽음의 발송자 유나바머 |      |
|      | 3월 21일  | 양들의 침묵            |      |
|      | 3월 28일  | 거울의 방              |      |
|      | 4월 4일   | 비호                   |      |
|      | 4월 11일  | 스패로우               |      |
|      | 4월 25일  | 강도의 유산            |      |
|      | 5월 2일   | 수호천사               |      |
|      | 5월 9일   | 문라이팅               |      |
|      | 5월 16일  | 실종                   |      |
|      | 5월 23일  | 애증의 함정            |      |
|      | 5월 30일  | 밴 디트퀸              |      |
|      | 6월 6일   | 모스크바 특급          |      |
|      | 6월 13일  | 빌리 베스게이트        |      |
|      | 6월 20일  | 백색공포               |      |
|      | 6월 27일  | 성룡의 정권            |      |
|      | 7월 4일   | 알 파치노의 혁명       |      |
|      | 7월 11일  | 황비홍 신해혁명        |      |
|      | 8월 8일   | 엄마의 유령            |      |
|      | 8월 22일  | 네이빌 씰 2            |      |
|      | 8월 29일  | 트래퍼 카운티의 공포   |      |
|      | 9월 5일   | 킬러 퀵                |      |
|      | 9월 12일  | 화평본위               |      |
|      | 9월 19일  | 위노나 라이더의 반항   |      |
|      | 10월 3일  | 나이트 트랩            |      |
|      | 10월 10일 | 사막의 율법            |      |
|      | 10월 17일 | 우미의 남과 여         |      |
|      | 10월 31일 | 생존 게임              |      |
|      | 11월 7일  | 내 인생의 남자         |      |
|      | 11월 14일 | 불케이노               |      |
|      | 11월 21일 | 낭만풍푹               |      |
|      | 11월 28일 | 황비홍 이상년대        |      |
|      | 12월 12일 | 동사서독               |      |
|      | 12월 19일 | 아버지                 |      |
|      | 12월 26일 | 종횡사해               |      |

### 2000년
| 회차 | 방송일    | 제목 (원제)     | 비고 |
| ---- | --------- | --------------- | ---- |
|      | 1월 9일   | 비상착륙        |      |
|      | 1월 16일  | 아틱블루        |      |
|      | 1월 23일  | 와일드 빌       |      |
|      | 2월 13일  | 온 더 보더      |      |
|      | 2월 20일  | 탱크걸          |      |
|      | 2월 27일  | 영전 2          |      |
|      | 3월 5일   | 버뮤다 삼각지   |      |
|      | 3월 12일  | 악연의 사슬     |      |
|      | 3월 19일  | 스투피드        |      |
|      | 3월 26일  | 필링 미네소타   |      |
|      | 4월 2일   | 원 나잇 스탠드  |      |
|      | 4월 9일   | 온리유          |      |
|      | 4월 16일  | 성룡의 정권     |      |
|      | 4월 23일  | 에프 엑스       |      |
|      | 4월 30일  | 블링크 2        |      |
|      | 5월 7일   | 애정의 조건     |      |
|      | 5월 14일  | 얼라이브        |      |
|      | 5월 21일  | 지붕위의 기병   |      |
|      | 5월 28일  | 남아있는 나날   |      |
|      | 6월 4일   | 데드맨          |      |
|      | 7월 9일   | 브레이크 업     |      |
|      | 7월 16일  | 지하의 하이재킹 |      |
|      | 8월 6일   | 티벳에서의 7년  |      |
|      | 8월 20일  | 수어 사이드킹   |      |
|      | 10월 15일 | 라이어          |      |
|      | 10월 29일 | 아미스타드      |      |
|      | 11월 5일  | 타임캅          |      |
|      | 11월 19일 | 성원            |      |
|      | 11월 26일 | 단짝 친구       |      |
|      | 12월 3일  | 투 다이포       |      |
|      | 12월 24일 | 나홀로 집에 2   |      |
|      | 12월 31일 | 슈터            |      |

### 2001년
| 회차 | 방송일    | 제목 (원제)                    | 제목 (원제) |
| ---- | --------- | ------------------------------ | ----------- |
|      | 1월 21일  | 썬더 하트                      |             |
|      | 1월 28일  | 댄스 댄스                      |             |
|      | 2월 4일   | 피고인                         |             |
|      | 2월 11일  | 종합병원 The Movie 천일동안    |             |
|      | 2월 18일  | 카라카라                       |             |
|      | 2월 25일  | 꽃을 든 남자                   |             |
|      | 3월 4일   | 서울, 에비타                   |             |
|      | 3월 11일  | 유로파 유로파                  |             |
|      | 3월 18일  | 개벽                           |             |
|      | 3월 25일  | 결혼이야기                     |             |
|      | 4월 1일   | 마지막 환상                    |             |
|      | 4월 8일   | 로빈 후드: 도둑들의 왕자       |             |
|      | 4월 15일  | 올가미                         |             |
|      | 4월 22일  | 북경열차                       |             |
|      | 4월 29일  | 그 여자, 그 남자               |             |
|      | 5월 6일   | 유혹의 선                      |             |
|      | 5월 13일  | 은행나무 침대                  |             |
|      | 5월 20일  | 기막힌 사내들                  |             |
|      | 5월 27일  | 아메리칸 드래곤                |             |
|      | 6월 3일   | 팔도여군                       |             |
|      | 6월 10일  | 위험한 증언                    |             |
|      | 6월 17일  | 팔도 사나이                    |             |
|      | 6월 24일  | 큰 도둑 작은 도둑              |             |
|      | 7월 1일   | 밴디트 퀸                      |             |
|      | 7월 8일   | 저 하늘에도 슬픔이             |             |
|      | 7월 15일  | 헐리우드 키드의 생애           |             |
|      | 7월 22일  | 카피켓                         |             |
|      | 7월 29일  | 나는 소망한다 내게 금지된 것을 |             |
|      | 8월 5일   | 은밀한 유혹                    |             |
|      | 8월 12일  | 화이널 카운트                  |             |
|      | 8월 19일  | 콩고                           |             |
|      | 8월 26일  | 섀도우 프로그램                |             |
|      | 9월 2일   | 우리는 지금 제네바로 간다      |             |
|      | 9월 9일   | 추락하는 것은 날개가 있다      |             |
|      | 9월 16일  | 블랙잭                         |             |
|      | 9월 23일  | 컵                             |             |
|      | 9월 30일  | 나쁜 녀석들(추석 특선대작)     |             |
|      | 10월 7일  | 중앙역                         |             |
|      | 10월 14일 | 꼬방동네 사람들                |             |
|      | 10월 21일 | 거리의 악사                    |             |
|      | 10월 28일 | 두 여자 이야기                 |             |
|      | 11월 4일  | 라이언하트                     |             |
|      | 11월 11일 | 위기의 여자                    |             |
|      | 11월 18일 | 머니토크                       |             |
|      | 11월 25일 | 천국의 땅                      |             |
|      | 12월 2일  | 퀵 앤 데드                     |             |
|      | 12월 9일  | 자유부인 '81                   |             |
|      | 12월 16일 | 이장호의 외인구단              |             |
|      | 12월 23일 | 걸어서 하늘까지                |             |
|      | 12월 30일 | 남자는 괴로워                  |             |

### 2002년
| 회차 | 방송일    | 제목 (원제)                                                    | 제목 (원제) |
| ---- | --------- | -------------------------------------------------------------- | ----------- |
|      | 1월 6일   | 네온 속으로 노을지다                                           |             |
|      | 1월 13일  | 영웅신탐                                                       |             |
|      | 1월 20일  | 리노의 도박사                                                  |             |
|      | 1월 27일  | 물위를 걷는 여자                                               |             |
|      | 2월 3일   | 다크 레인저                                                    |             |
|      | 2월 10일  | 라이언 일병 구하기/불가사리(설날 특선대작)                     |             |
|      | 2월 17일  | 투캅스 3                                                       |             |
|      | 2월 24일  | 카스카듀어                                                     |             |
|      | 3월 3일   | 유로파 유로파                                                  |             |
|      | 3월 10일  | 젊은 남자                                                      |             |
|      | 3월 24일  | 아래층 여자 위층 남자                                          |             |
|      | 3월 31일  | 비지터 2                                                       |             |
|      | 4월 7일   | 심동                                                           |             |
|      | 4월 14일  | 중앙역                                                         |             |
|      | 4월 21일  | 안개마을                                                       |             |
|      | 4월 28일  | 정이건의 영웅                                                  |             |
|      | 5월 5일   | 비오는 날의 수채화 2 - 느티나무 언덕                           |             |
|      | 5월 12일  | 유리의 성                                                      |             |
|      | 5월 19일  | 음식남녀 2                                                     |             |
|      | 5월 26일  | 벅시                                                           |             |
|      | 6월 2일   | 바틀 로켓                                                      |             |
|      | 6월 9일   | 카라카라                                                       |             |
|      | 6월 23일  | 예카테리나 대제                                                |             |
|      | 6월 30일  | 해가 서쪽에서 뜬다면                                           |             |
|      | 7월 7일   | 율리스 골드                                                    |             |
|      | 7월 14일  | 안토니아스 라인                                                |             |
|      | 7월 21일  | 유 턴                                                          |             |
|      | 7월 28일  | 겜블                                                           |             |
|      | 8월 4일   | 크루얼 죠스                                                    |             |
|      | 8월 11일  | 올가미                                                         |             |
|      | 8월 18일  | 비지터 2                                                       |             |
|      | 8월 26일  | 피아노맨                                                       |             |
|      | 9월 15일  | 파이터 블루                                                    |             |
|      | 9월 22일  | 스타워즈 에피소드 1: 보이지 않는 위험/고래사냥 2(추석특선대작) |             |
|      | 9월 29일  | 조이                                                           |             |
|      | 10월 6일  | 살어리랏다                                                     |             |
|      | 10월 13일 | 사랑은 다 괜찮아                                               |             |
|      | 10월 20일 | 록 스탁 앤 투 스모킹 배럴즈                                    |             |
|      | 10월 27일 | 추락하는 것은 날개가 있다                                      |             |
|      | 11월 3일  | 할로윈                                                         |             |
|      | 11월 10일 | 무쏘의 뿔처럼 혼자서 가라                                      |             |
|      | 11월 17일 | 책상서랍속의 동화                                              |             |
|      | 11월 24일 | 애너미                                                         |             |
|      | 12월 1일  | 소살리토                                                       |             |
|      | 12월 8일  | 별이 빛나는 밤에 91                                            |             |
|      | 12월 15일 | 리틀 빅 히어로                                                 |             |
|      | 12월 22일 | 십이야                                                         |             |
|      | 12월 29일 | 홀리데이 인 서울                                               |             |

### 2003년
| 회차 | 방송일    | 제목 (원제)                                    | 제목 (원제) |
| ---- | --------- | ---------------------------------------------- | ----------- |
|      | 1월 5일   | 미스터 빈                                      |             |
|      | 1월 12일  | 퓨너럴                                         |             |
|      | 1월 19일  | 종합병원 The Movie 천일동안                    |             |
|      | 1월 26일  | 러브 오브 시베리아                             |             |
|      | 2월 2일   | 리플레이스먼트 킬러/레테의 연가                |             |
|      | 2월 9일   | 트와이라잇                                     |             |
|      | 2월 16일  | 실버라도                                       |             |
|      | 2월 23일  | 사랑의 기적                                    |             |
|      | 3월 2일   | 웨스턴 애비뉴                                  |             |
|      | 3월 9일   | 캐릭터                                         |             |
|      | 3월 16일  | 록 스탁 앤 투 스모킹 배럴즈                    |             |
|      | 3월 23일  | 지중해                                         |             |
|      | 3월 30일  | 그들만의 리그                                  |             |
|      | 4월 6일   | 패자부활전                                     |             |
|      | 4월 13일  | 누가 용의 발톱을 보았는가                      |             |
|      | 4월 20일  | 박대박                                         |             |
|      | 4월 27일  | 남자의 향기                                    |             |
|      | 5월 4일   | 클루리스                                       |             |
|      | 5월 11일  | 크루서블                                       |             |
|      | 5월 18일  | 인빈서블                                       |             |
|      | 5월 25일  | 피아노                                         |             |
|      | 6월 1일   | 아들의 방                                      |             |
|      | 6월 8일   | 나도 아내가 있었으면 좋겠다                    |             |
|      | 6월 15일  | 북경반점                                       |             |
|      | 6월 22일  | 하늘과 땅                                      |             |
|      | 6월 29일  | 소름                                           |             |
|      | 7월 6일   | 접속                                           |             |
|      | 7월 13일  | 젊은 남자                                      |             |
|      | 7월 20일  | 에버 애프터                                    |             |
|      | 7월 27일  | 소살리토                                       |             |
|      | 8월 3일   | 한 여름밤의 꿈                                 |             |
|      | 8월 10일  | 여고괴담                                       |             |
|      | 8월 17일  | 퇴마록                                         |             |
|      | 8월 24일  | 나는 아직도 네가 지난 여름에 한 일을 알고 있다 |             |
|      | 8월 31일  | 뱀파이어                                       |             |
|      | 9월 7일   | 스트레이트 슈터                                |             |
|      | 9월 14일  | 일단뛰어(특선영화)                             |             |
|      | 9월 21일  | 환영특공                                       |             |
|      | 9월 28일  | 브라보 투 제로                                 |             |
|      | 10월 5일  | 책상서랍 속의 동화                             |             |
|      | 10월 12일 | 소친친                                         |             |
|      | 10월 19일 | 사랑이 다시 올 때                              |             |
|      | 10월 26일 | 질리안의 37번째 생일에                         |             |
|      | 11월 2일  | 베스트 맨                                      |             |
|      | 11월 9일  | 성공시대                                       |             |
|      | 11월 16일 | 무단침입                                       |             |
|      | 11월 23일 | 콜드 하트                                      |             |
|      | 11월 30일 | 고양이를 부탁해                                |             |
|      | 12월 7일  | 집으로 가는 길                                 |             |
|      | 12월 14일 | AD 2000                                        |             |
|      | 12월 21일 | 가위손                                         |             |
|      | 12월 28일 | 프로젝트 B                                     |             |

### 2004년
| 회차 | 방송일   | 제목 (원제)                                        | 제목 (원제) |
| ---- | -------- | -------------------------------------------------- | ----------- |
|      | 1월 4일  | 밴디트                                             |             |
|      | 1월 11일 | 트렁크속의 연인들                                  |             |
|      | 1월 19일 | 종합병원 The Movie 천일동안                        |             |
|      | 1월 25일 | 클리프 행어: 죽음의 질주                           |             |
|      | 2월 1일  | 키스할까요                                         |             |
|      | 2월 8일  | 라스트 런                                          |             |
|      | 2월 15일 | 사이먼 세즈                                        |             |
|      | 2월 22일 | 질리안의 37번째 생일에                             |             |
|      | 3월 7일  | 어댑테이션(아카데미 시상식 작품상 수상작 특별편성) |             |
|      | 3월 14일 | 위험한 정사                                        |             |
|      | 3월 21일 | 분단의 기원                                        |             |
|      | 3월 28일 | 신장개업                                           |             |
|      | 4월 4일  | 고스포드 파크                                      |             |
|      | 4월 11일 | 타이쿠스                                           |             |
|      | 4월 18일 | 찜                                                 |             |
|      | 4월 25일 | 4월 이야기                                         |             |
|      | 5월 2일  | 남부군                                             |             |

## 같이 보기
현재
- 특선영화 지상파 (KBS 1TV, KBS 2TV)/(MBC TV)/(SBS TV)
- OBS 시네마 (OBS 경인TV)
- 세계의 명화 (EBS TV)
- 일요시네마 (EBS TV)
- 한국영화특선 (EBS TV)
- KTV 시네마 (KTV)
- 한국영화 걸작선 (국회방송)
- NATV 명화극장 (국회방송)

과거
- 명화극장 (KBS 1TV)
- 토요명화 (KBS 2TV)
- 토요영화 KBS 프리미어 (KBS 2TV)
- 위성극장 (KBS 위성2, KBS 위성)
- 특선영화 종편 (TV 조선/채널A/JTBC/MBN)
- 시네마M (MBN)이전 매일경제TV 이후 MBN 매일방송
- JTBC 시네마 (JTBC)
- MBC 주말의 명화
- MBC 일요심야극장
- MBC 금요영화천국
- MBC 일요영화특선
- 영화특급 (SBS)
- 시네클럽 (SBS)
- 월요시네마극장 (SBS)
- 화요시네마극장 (SBS)
- 일요명화 (SBS)
- 시네마2000 (SBS)
- 목요시네마 (iTV 인천방송)
- TBC 일요시네마 극장 (대구방송)
- iTV 시네마 (경인방송)
  - iTV 한국영화특선 (iTV 경인방송)
  - iTV 일요시네마 (iTV 경인방송)
  - iTV 토요시네마 (iTV 경인방송)
- 수요극장 (EBS TV)
- 고전영화극장 (EBS TV)
- EBS 금요극장 (EBS TV)
- KTV 시네마 월드 (KTV 한국정책방송)